# سان مارتينو في سترادا
سان مارتينو في سترادا (لودجيانو: San Martin) هي بلدة (بلدية) في مقاطعة لودي في منطقة لومباردي الإيطالية، تقع على بعد حوالي 40 كيلومتر (25 ميل) جنوب شرق ميلانو وحوالي 7 كيلومتر (4 ميل) جنوب شرق لودي. تشتهر البلدة بجمالها الطبيعي، حيث تبرز المناظر الخلابة التي تزينها الحقول الخضراء الممتدة والمزارع التي تحيط بها، مما يجعلها وجهة مثالية للراغبين في الهروب من صخب المدن الكبرى.
تقع سان مارتينو في سترادا على حدود البلديات التالية: لودي، كورت بالاسيو، كافيناجو دادا، كورنيجليانو لودينس، ماسالينجو، أوساجو لوديجيانو. تتميز هذه الحدود بكونها منطقة زراعية غنية، حيث تساهم الزراعة في اقتصاد البلدة، ويعتبر النشاط الزراعي مصدر رزق رئيسي للعديد من الأسر. يشتهر سكان البلدة بتقاليدهم القوية في الزراعة، حيث تُزرع المحاصيل المختلفة مثل القمح والخضروات والفواكه.

## روابط خارجية
- الموقع الرسمي